# Szintetikus apertúrájú rádiólokátor

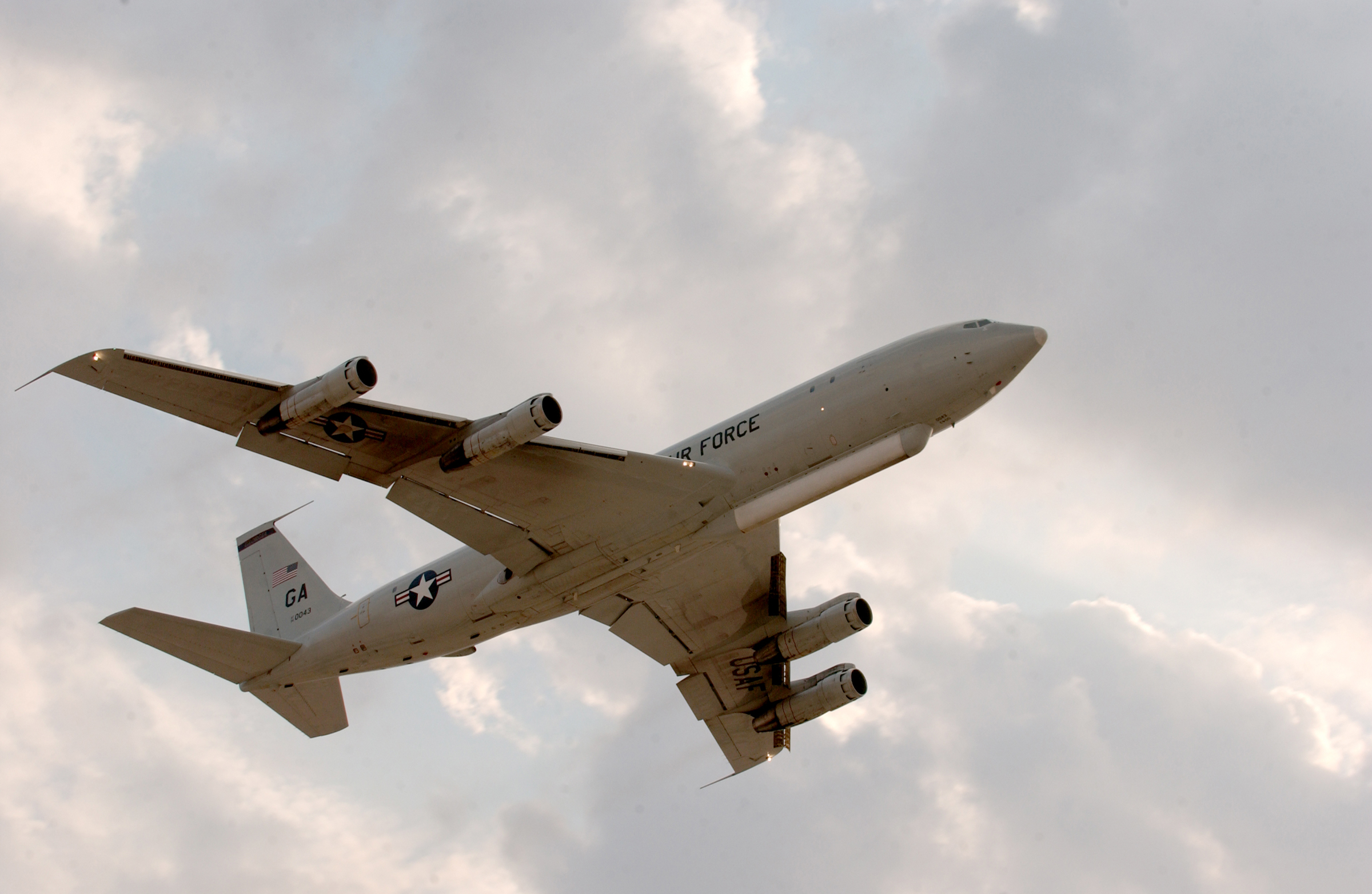
Az USAF E–8 JSTARS légi harcálláspontja. A repülőgép törzse alatti hosszú dudor a szintetikus apertúrájú radart rejti.

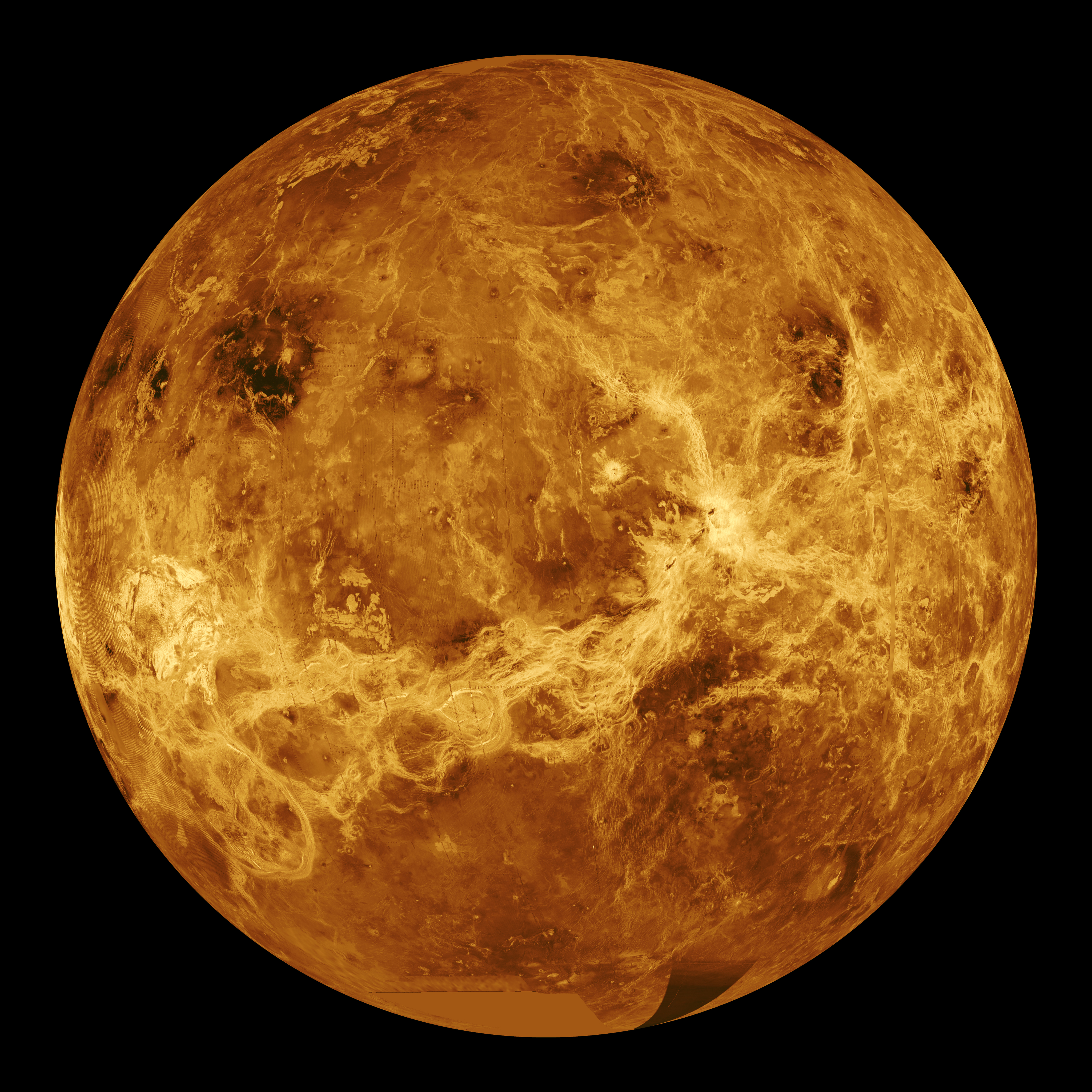
A Vénusz Magellan űrszonda szintetikus apertúrájú radarjával készített képe

A szintetikus apertúrájú rádiólokátort (angolul: Synthetic Aperture Radar, SAR) főleg térképezésre használják. Felbontását úgy növelik meg, hogy egy nagyobb területen elhelyezett több, kis rádiólokátort használnak, vagy a megfigyelt terület felett a radart mozgatják. A mozgó radar, vagy a több helyen elszórt radarok által észlelt jelekből megfelelő feldolgozás után olyan felbontású képet kapnak, mintha egyetlenegy, nagy (a mozgó antenna által bejárt útnak megfelelő, vagy a kisebb antennák által lefedett területnek megfelelő) méretű radarral állították volna elő.
Leggyakrabban a föld felett haladó repülőgépen, vagy égitestek körül keringő űreszközökön használják.